# Exoprosopa argyrophora
Exoprosopa argyrophora är en tvåvingeart som beskrevs av Mario Bezzi 1912. Exoprosopa argyrophora ingår i släktet Exoprosopa och familjen svävflugor.
Artens utbredningsområde är Malawi. Inga underarter finns listade i Catalogue of Life.